# 富田智嗣
富田 智嗣（とみた さとし、1966年 - ）は、日本の会計学者。現在は、関西大学大学院会計研究科准教授、公認会計士。専攻は経営財務論。博士（商学、関西大学）。

## 来歴
- 1966年、愛知県名古屋市生まれ
- 1988年、名古屋市立大学経済学部卒業
- 1993年、名古屋市立大学大学院経済学研究科経済政策専攻博士後期課程単位取得後退学（小野武美教授に師事）
- 2007年、関西大学大学院会計研究科准教授（現職）

## 主著
- 『利益平準化のメカニズム』中央経済社
- 『あなたの会社の偏差値診断』税務経理協会